# Guess?
Guess? är ett multinationellt klädföretag som grundades av de fyra bröderna Georges, Armand, Paul och Maurice Marciano (ursprungligen från Marocko) i Kalifornien, USA 1981. Klädmärket, speciellt de stentvättade jeansen, var mycket populärt under 1980-talet. Idag har företaget kollektioner för både män, kvinnor och barn.